# HD144426
HD144426 — хімічно пекулярна зоря спектрального класу A3, що має видиму зоряну величину в смузі V приблизно  6,3.
Вона  розташована на відстані близько 402,7 світлових років від Сонця.
Ця зоря є спектрально-подвійною зорею.

## Фізичні характеристики
Зоря HD144426 обертається 
порівняно повільно 
навколо своєї осі. Проєкція її екваторіальної швидкості на промінь зору становить  Vsin(i)= 18км/сек.